# Saetia
I Saetia sono stati una band screamo proveniente da New York.
Sono stati una delle più importanti band appartenenti al genere, e hanno contribuito, insieme agli Orchid, alla sua diffusione.
Si sono formati nell'anno 1997.
Da attivi raccoglievano consensi molto sparuti: loro stessi hanno dichiarato di aver suonato davanti ad una trentina di persone nel loro primo show, e davanti ad una quarantina alla fine della loro carriera. Ma la loro popolarità accrebbe dopo lo scioglimento del gruppo, avvenuta nel 1999.

## Membri del gruppo
- Billy Werner - voce
- Greg Drudy - batteria
- Jamie Behar - chitarra
- Adam Marino - Chitarra (nel demo Saetia- 7, Saetia- LP/CD)
- Alex Madara - basso (nel demo Saetia- 7)
- Colin Bartoldus - Basso (in Saetia- LP/CD, chitarra in Eronel- 7)
- Steve Roche - Basso (in Eronel- 7)
- Matt Smith - Basso (All'ultimo concerto live)

## Discografia
- 1997 - Demo cassette
- 1997 - Saetia (EP)
- 1998 - Saetia
- 1999 - ABC NO Rio Benefit (live)
- 2000 - Eronel (singolo)
- 2001 - A Retrospective (raccolta)